# Ferdinandea
L'illa Ferdinandea, també coneguda com a illa de Graham, és una illa volcànica submergida al mar Mediterrani. Fou descoberta per Humphrey Fleming Senhouse, quan va aparèixer per darrer cop l'1 d'agost de 1831. Forma part del volcà submarí Empèdocles, 30 km al sud de Sicília, i és un dels volcans submarins coneguts com a Campi Flegrei del Mar di Sicilia. Les erupcions han fet créixer l'illa per sobre del nivell del mar el 1701, el 1831 i el 1863, fins que l'erosió la va tornar a submergir. Actualment es troba vuit metres per sota del nivell del mar.